# Martin Schulz (Pharmazeut)
Martin Schulz (* 14. Dezember 1959 in Hamburg) ist ein deutscher Pharmazeut, Pharmakologe und  Honorarprofessor in Berlin. Er ist Vorsitzender der Arzneimittelkommission der Deutschen Apotheker (AMK), Geschäftsführer Arzneimittel der ABDA – Bundesvereinigung Deutscher Apothekerverbände e. V., der Bundesapothekerkammer (BAK) und des Deutschen Apothekerverbandes e. V. (DAV) und Geschäftsführer Pharmazie des Deutschen Arzneiprüfungsinstituts e. V. (DAPI).

## Leben
Nach dem Abitur am Gymnasium St. Georg in Hamburg studierte Schulz von 1978 bis 1982 Pharmazie (Approbation 1983) und von 1984 bis 1986 Medizin an der Universität Hamburg und wurde 1988 mit einer Arbeit zu Wechselwirkungen von Histamin H2-Rezeptorantagonisten zum Dr. rer. nat. promoviert.
Von 1988 bis 2008 war er Leiter des Zentrums für Arzneimittelinformation und Pharmazeutische Praxis (ZAPP) der ABDA – Bundesvereinigung Deutscher Apothekerverbände. Er absolvierte Weiterbildungen zum Fachpharmakologen DGPT (Deutsche Gesellschaft für Experimentelle und Klinische Pharmakologie und Toxikologie, 1989) und zum Fachapotheker für Arzneimittelinformation (Landesapothekerkammer Hessen, 1993).
Seit dem 1. März 2002 ist er Geschäftsführer Pharmazie des Deutschen Arzneiprüfungsinstituts e. V. (DAPI) und seit dem 1. April 2008 Geschäftsführer Arzneimittel der ABDA – Bundesvereinigung Deutscher Apothekerverbände e. V., der Bundesapothekerkammer (BAK) und des Deutschen Apothekerverbandes e. V. (DAV).  Von 1992 bis 2008 war er stellvertretender und ist seit 2009 Vorsitzender der Arzneimittelkommission der Deutschen Apotheker (AMK).
Von 2001 bis 2005 hatte er einen Lehrauftrag für Klinische Pharmazie an der Goethe-Universität Frankfurt und wurde dort im Juli 2005 zum Honorarprofessor ernannt.
Von 2015 bis 2019 nahm er einen Lehrauftrag für Klinische Pharmazie am Institut für Pharmazie der Freien Universität Berlin war und wurde dort im April 2019 zum Honorarprofessor bestellt.
Seine Forschungsgebiete umfassen die Themen Medikamenten-Adhärenz (Einnahmetreue), Arzneimitteltherapiesicherheit (AMTS) und Pharmakoepidemiologie.

## Ehrenämter
- Stimmberechtigtes Mitglied im Sachverständigen-Ausschuss für Apothekenpflicht des Bundesinstituts für Arzneimittel und Medizinprodukte (BfArM, seit 1989)[9]
- Vorstandsmitglied des Pharmaceutical Care Network Europe (PCNE, 1999 bis 2005); von 1999 bis 2001 Vorsitzender
- Vorstandsmitglied der European Society of Clinical Pharmacy (ESCP), 2006 bis 2012
- Mitglied Koordinierungsgruppe Aktionspläne des Bundesministeriums für Gesundheit (BMG) zur Verbesserung der Arzneimitteltherapiesicherheit (AMTS) in Deutschland (seit 2008)[10]
- Mitglied im Kuratorium des Instituts für Qualität und Wirtschaftlichkeit im Gesundheitswesen (IQWiG, seit 2008)[11]
- Stimmberechtigtes Mitglied im Sachverständigen-Ausschuss für Verschreibungspflicht des Bundesinstituts für Arzneimittel und Medizinprodukte (BfArM, seit 2009)[12]

## Auszeichnungen
- André Bédat Award, FIP 2020[13]
- Adjunct Fellow (Honorary) University of Technology Sydney (UTS), Graduate School of Health, 2020[14]

- Ehrenmitglied des Pharmaceutical Care Network Europe (PCNE), 2017[15]
- Fellow der European Society of Clinical Pharmacy (FESCP), 2013[16]
- Distinguished Practice Award der International Pharmaceutical Federation (FIP), 2013[17]
- Fellow der International Pharmaceutical Federation (FFIP), 2009[18]
- Health Base Foundation-Award der European Society of Clinical Pharmacy (ESCP), 1999